# Шу-Суэн
Шу-Суэн или Шу-Син — царь Ура, царь Шумера и Аккадa, правил приблизительно в 2037—2028 годах до н. э., из III династии Ура, предпоследний её представитель на престоле. Ранее его имя читалось как Гимиль-Син, но на данный момент эта транскрипция не используется.

## Царствование

### Военные походы
Согласно «Царскому списку», он был сыном Амар-Суэна, а по предложению ряда историков — его младший брат. В пользу последней версии свидетельствуют некоторые литературные тексты, в частности знаменитая «Любовная песнь царю Шу-Суэну».
Шу-Суэн, как и его предшественники, вёл непрерывные войны (на западе и востоке) на всём протяжении всего своего царствования. Так на 3-м году правления (ок. 2035/2034 год до н. э.) Шу-Суэн разгромил Симанум, увёл в плен местных жителей и поселил их как государственных работников в окрестностях Ниппура. А на 7-м году (ок. 2031/2030 год до н. э.) подчинил город-государство Запшали, расположенное где-то на пограничной хуррито-эламской территории. Для укрепления своих позиций на востоке в Эламе Шу-Суэн выдал свою дочь (сестру Ибби-Суэна) замуж за энси Аншана. В 2031 году до н. э. в Ур прибыл посланец царя Гирнамме, что является отправной датой создания хронологии эламского царства Симашки. Шу-Суэн продолжал распоряжаться в равнинной части Элама, в Сузах найден кирпич с его именем.

### Храмостроительная деятельность
Не забывал Шу-Суэн и о сооружении храмов. Судя по его датировочным формулам, на 6-м году (ок. 2032/2031 год до н. э.) была установлена стела в честь Энлиля и его божественной супруги Нинлиль, а в последний год его царствования (ок. 2029/2028 год до н. э.) было закончено строительство «дома бога Шара» в Умме. Стремясь найти поддержку у богов и пропагандируя традиционные верования, призванные объединить коренное население страны вокруг монарха, Шу-Суэн, так же, как и его предшественники, был обожествлён при жизни. В различных городах Шумера строились храмы в честь царя-бога Шу-Суэна. Эти храмы, воздвигавшиеся состоятельными гражданами, высокопоставленными чиновниками административного аппарата государства, ничем не отличались от храмов прежних времен, «домов богов». В Уре, в руинах одного из храмовых помещений найдена следующая надпись:

«Шу-Суэну, любимцу Энлиля, царю, коего Энлиль избрал в своем сердце, могущественному царю, царю Ура, царю четырех стран света, своему богу, слуга его Лугальмагурре, начальник городской стражи наместника Ура, любимый дом построил».
Храм для царя-бога Шу-Суэна заложил также царский наместник в Эшнунне — Итуриа. Подобные «дома Шу-Суэна» раскопаны в Адабе и Лагаше. Этими сооружениями, несомненно, выражались верноподданническое отношение и благодарность царю. Одновременно они были символами его величия, призванными предостеречь и ободрить его граждан, символами скорее политическими, чем религиозными.

### Наступление амореев
В правление Шу-Суэна участились нападения западносемитских кочевников — амореев на границы его царства. Чтобы защититься от них, Шу-Суэну приходилось с большей поспешностью, чем его предшественникам, строить оборонительные стены вокруг городов. Судя по датировочной формуле, на 4-м году своего правления (ок. 2034/2033 год до н. э.) Шу-Суэн приказал построить заградительную стену марту в районе среднего течения Евфрата. Эта стена, протянувшаяся на 26 бэру (примерно 200 км) вдоль края «гипсовой» пустыни от Евфрата до Тигра, получила название «Та, которая сдерживает тиднум». Тиднум или диданум так называлось одно из аморейских скотоводческих племён. Остатки этой стены всё ещё можно увидеть выше Багдада. Из других источников известно, что марту шумеры называли местность, расположенную к западу от Евфрата, а также её обитателей. Аккадцы для обозначения этих людей использовали слово амуррум (то есть амореи).
При Шу-Суэне укреплялись стены Ура и Урука.

### Урду-Нанна
В правление Шу-Суэна за безопасность восточных границ державы отвечал человек, который, судя по огромному количеству одновременно занимаемых им высоких постов, был личностью весьма неординарной. Звали его Урду-Нанна. Его отец Ур-Шульпаэ, а равным образом и его дед служили Амар-Суэну и Шульги в должности суккальмаха («великого посланца»), и сам он, в свою очередь, занимал этот пост. Согласно надписи, вырезанной Урду-Нанной для его господина Шу-Суэна в честь возведения храма, этот суккальмах также был энси Лагаша, жрецом-сангу бога Энки в Эреду, Энси Сабума и «страны кутиев», энси Аль-Шусина, Хамази и Карахара, а также шаганой (военным наместником) Усаргаршаны, Башими, Димат-Энлиля, Урбилума (Арбелы), Ишара, народа «су» (субареев) и страны Кардак. Точно определить место нахождения этих земель не представляется возможным. Однако в надписи говорится, что власть Урду-Нанны простиралась на территорию от Урбилума на севере до побережья Персидского залива на юге, то есть охватывала всю восточную часть Государства III династии Ура. Неизвестно, по какой причине Урду-Нанна, несмотря на то, что подобное совмещение должностей в правление III династии Ура не приветствовалось, смог занять эти посты. Возможно, всё дело было в его личных качествах, хотя причина этого могла быть совершенно иной. Однако всё это наглядно показывает, какое большое внимание уделял Шу-Суэн своим восточным и северо-восточным границам.

### «Любовная песнь царю Шу-Суэну»
Древнейшие шумерские культовые обряды с их сложным ритуалом отправлялись в эти годы с особенной пышностью. Торжественный обряд «священного бракосочетания», на протяжении тысячелетий считавшийся одним из главных шумерских праздников, символизировавший вечный цикл умирания и возрождения жизни, послужил источником вдохновения для принимавших в нём участие жриц, которые создали первые в истории культуры любовные песни. Автором этой песни была, скорее всего, высокопоставленная жрица-лукур, занимавшая в храмовой иерархии высокое положение. Эта любовная песнь прославляла священный брак Думузи и Инанны, роли которых играли царь Шу-Суэн и верховная жрица. 
Она дала жизнь тому, кто чист, она дала жизнь тому, кто чист, 
Царица дала жизнь тому, кто чист. 
Абисимти дала жизнь тому, кто чист, 
Царица дала жизнь тому, кто чист. 
О моя царица с восхитительными руками и ногами, моя Абисимти 
О моя царица, чья голова […] моя царица Кубатум! 
О мой господин, кто волосами […] господин мои Шу-Суэн, 
О мой господин, своим словом […], о сын Шульги. 
За то, что я пела, за то, что я пела, господин меня одарил, 
За то, что я пела песню радости, господин меня одарил: 
Золотой подвесок, печать из лазурита господин мне подарил, 
Золотой браслет, серебряный браслет господин мне подарил. 
О господин, прекрасен твой подарок — 
обрати на меня свой взор! …
Из песни становится известно, что Шу-Суэн являлся сыном Шульги и царицы Абисимти, а женой Шу-Суэна являлась царица Кубатум. При раскопках в Уруке найдено жемчужное ожерелье Кубатум с надписью, в которой сообщается её имя, а также то, что она была жрицей. «Любовная песнь царю Шу-Суэну» являлась неким прообразом библейских «Песни Песней». 
Сохранившиеся копии шумерских Царских списков расходятся во мнении количества лет его правления: копия WB444 даёт 9 лет его правления, копия P5 — 7 лет, копия Su1 — 20 + X лет, а копия Su3+Su4 — 16 лет. Согласно Списку царей Ура и Исина его правление продолжалось 9 лет.

## Список датировочных формул Шу-Сина
|                            | |
| 1 год 2037 / 2036 до н. э. | a Год после года, когда верховная жрица (энту) Нанна в Каршиде была избрана mu us2-sa en-dnanna kar-zi-daki-ka ba-hun b Год, когда Шу-Суэн стал царём RlA 2 144 77 mu dszu-den.zu lugal-am3 |
| 2 год 2036 / 2035 до н. э. | a Год после года, когда Шу-Суэн [стал] царём mu us2-sa dszu-den.zu lugal b Год, когда царь Ура Шу-Суэн сделал / проконопатил лодку Энки [названную] «Козерог из Абзу» mu dszu-den.zu lugal ur2iki-ma-ke4 ma2 dara3-abzu den-ki in-dim2 / mu-du8 |
| 3 год 2035 / 2034 до н. э. | a Год после года, когда лодка Энки [называемая] «Козерог из Абзу» была сделана / проконопачена mu us2-sa ma2 dara3-abzu den-ki ba-ab-du8 / ba-dim2 b Год, когда царь Ура Шу-Суэн уничтожил Симанум RlA 2 144 79 mu dszu-den.zu lugal ur2iki-ma-ke4 si-ma-num2ki mu-hul |
| 4 год 2034 / 2033 до н. э. | a Год после года, когда царь Ура Шу-Суэн уничтожил Симанум mu us2-sa dszu-den.zu lugal ur2iki-ma-ke4 si-ma-num2ki mu-hul b Год, когда царь Ура Шу-Суэн построили на западе стену [названную] Мурик-тиднум («Сдерживающая диданов») RlA 2 144 80 mu dszu-den.zu lugal ur2iki-ma-ke4 bad3 mar-tu mu-ri-iq ti-id-ni-im mu-du3                                                                                  |
| 5 год 2033 / 2032 до н. э. | Год после года, когда царь Ура Шу-Суэн построили стену против амореев [названную] Мурид-тиднум («Сдерживающая диданов») RlA 2 145 81 mu us2-sa dszu-den.zu lugal ur2iki-ma-ke4 bad3 mar-tu mu-ri-iq ti-id-ni-im mu-du3 |
| 6 год 2032 / 2031 до н. э. | a Второй год после года, когда Шу-Суэн царь Ура построили стену против амореев [названную] Мурид-тиднум («Сдерживающая диданов») mu us2-sa dszu-den.zu lugal ur2iki-ma-ke4 bad3 mar-tu mu-ri-iq ti-id-ni-im mu-du3 mu us2-sa-a-bi b Год, когда царь Ура Шу-Суэн возвёл великолепную стелу для Энлиля и Нинлиль RlA 2 145 82 mu dszu-den.zu lugal ur2iki-ma-ke4 na-ru2-a mah den-lil2 dnin-lil2-ra mu-ne-du3 |
| 7 год 2031 / 2030 до н. э. | a Год после года, когда царь Шу-Суэн возвёл великолепную стелу mu us2-sa dszu-den.zu lugal-e na-ru2-a mah mu-du3 b Год, когда Шу-Суэн, царь Ура, царь четырёх сторон света, уничтожил земли Забшали RlA 2 145 83 mu dszu-den.zu lugal ur2iki-ma-ke4 lugal an ub-da 4-ba ma-da za-ab-sza-liki mu-h |
| 8 год 2030 / 2029 до н. э. | a Год после года, когда страна Забшали была разрушена mu us2-sa ma-da za-ab-sza-liki ba-hul b Год, когда царь Ура Шу-Суэн сделал великолепную ладью для Энлиля и Нинлиль RlA 2 145 84 mu dszu-den.zu lugal ur2iki-ma-ke4 ma2-gur8 mah den-lil2 dnin-lil2-ra mu-ne-dim2 |
| 9 год 2029 / 2028 до н. э. | a Год после года, когда царь Ура Шу-Суэн сделал великолепную ладью для Энлиля и Нинлиль mu us2-sa dszu-den.zu lugal ur2iki-ma-ke4 ma2-gur8 mah den-lil2 dnin-lil2-ra mu-ne-dim2 b Год, когда царь Ура Шу-Суэн построил храм Шара в Умме RlA 2 145 mu dszu-den.zu lugal ur2iki-ma-ke4 e2-dszara2 ummaki-ka mu-du3                                                                                            |

| III династия Ура          |                                                                        |                     |
| Предшественник: Амар-Суэн | царь Ура, царь Шумера и Аккада ок. 2037 — 2028 до н. э. (правил 9 лет) | Преемник: Ибби-Суэн |